# Chrysocrambus
Chrysocrambus é um gênero de mariposa pertencente à família Crambidae.